# Hafellia tetrapla
Hafellia tetrapla är en lavart som först beskrevs av William Nylander och fick sitt nu gällande namn av Pusswald 2000. 
Hafellia tetrapla ingår i släktet Hafellia och familjen Caliciaceae.   Inga underarter finns listade i Catalogue of Life.